# Powiat Haguri
Powiat Haguri (jap. 葉栗郡 Haguri-gun) – dawny powiat w Japonii, w prefekturze Aichi. W 2005 roku liczył 31 944 mieszkańców.

## Historia[2]

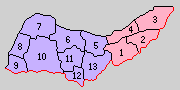
Powiat Haguri (1–13 – 1889 r.)

W pierwszym roku okresu Meiji na terenie powiatu znajdowało się 41 wiosek. Powiat został założony 20 grudnia 1878 roku. Wraz z utworzeniem nowego systemu administracyjnego 1 kwietnia 1889 roku powiat Haguri został podzielony na 13 wiosek.
- 24 grudnia 1894 – wioska Kuroda zdobyła status miejscowości. (1 miejscowość, 12 wiosek)
- 30 września 1895 – wioska Ososhika została podzielona na dwie nowe: Kusai i Oshika. (1 miejscowość, 13 wiosek)
- 9 lipca 1900 – wioska Azai zdobyła status miejscowości. (2 miejscowości, 12 wiosek)
- 10 maja 1906 – miały miejsce następujące połączenia: (2 miejscowości, 4 wioski)
  - miejscowość Kuroda (większość), wioski Satokomaki, Tamanoi → miejscowość Kuroda,
  - wioski Ōtashima, Kōmyōji, Sachihara → wioska Haguri,
  - wioski Miyata, Hibo → wioska Miyata,
  - wioski Kusai, Oshika, Murakuno → wioska Kusai,
  - miejscowość Azai, wioska Mizuho → miejscowość Azai,
  - część miejscowości Kuroda (Sone) została włączona w teren wioski Kitagata.
- 11 lutego 1910 – miejscowość Kuroda zmieniła nazwę na Kisogawa.
- 15 grudnia 1924 – wioska Miyata zdobyła status miejscowości. (3 miejscowości, 3 wioski)
- 1 sierpnia 1940 – wioska Haguri została włączona w teren miasta Ichinomiya. (3 miejscowości, 2 wioski)
- 1 czerwca 1954 – miejscowość Miyata i wioska Kusai połączyły się z miejscowościami Kochino i Hotei (z powiatu Niwa) tworząc miasto Kōnan. (2 miejscowości, 1 wioska)
- 1 stycznia 1955 – miejscowość Azai została włączona w teren miasta Ichinomiya. (1 miejscowość, 1 wioska)
- 1 kwietnia 1955 – wioska Kitagata została włączona w teren miasta Ichinomiya. (1 miejscowość)
- 1 kwietnia 2005 – miejscowość Kisogawa została włączona w teren miasta Ichinomiya. W wyniku tego połączenia powiat został rozwiązany.